# M551 Sheridan
M551 «Sheridan» AR/AAV (англ. Armored Reconnaissance/Airborne Assault Vehicle — букв. укр. броньована розвідувальна/десантна машина) — легкий танк виробництва США, названий на честь генерала часів Громадянської війни Філіпа Шерідана. Його створювали для десантування на парашуті і форсування річок. На озброєнні він мав технічно досконалу, але проблематичну гармату-пускову установку ракет M81/M81 Modified/M81E1 калібру 152 мм, яка використовувала як звичайні боєприпаси, так і керовані протитанкові ракети MGM-51 Shillelagh.
M551 Sheridan було прийнято на службу до американської армії у 1967. У січні 1969 року М551 було направлено на службу до В'єтнаму після того як командувачем американських військових було призначено Крейтона Абрамса. У квітні та у серпні 1969 М551 було направлено до Європи та Кореї відповідно. Тепер знятий зі служби, танк брав участь у великих боях у В'єтнамі, а також у вторгненні у Панаму і у війні у Затоці (Кувейт). Також два танки проходили випробування у 1967 та 1968 роках у Австралії, але вони не підійшли австралійській армії.
На початок виробництва М551 у 1966 році у армії США вже не існувало класифікації танків на легкі, середні і важкі. У 1960 році з розформуванням останнього батальйону важких танків (М103) та прийняттям на озброєння нового танку серії М60, було прийнято нову танкову доктрину — основний бойовий танк (ОБТ); єдиний танк для всіх ролей на полі бою. Хоча на озброєнні Національної Гвардії і залишився легкий танк M41 Walker Bulldog, але у інших підрозділах на озброєння прийнято саме ОБТ. Частково через цю політику, нові M551 не можна класифікувати як легкий танк, тому офіційно він відноситься «броньованих розвідувальних/десантно-штурмових машин».
Після списання «Шерідан» не було замінено новим танком. Ракета, яку вистрілювали через дуло гармати розчарувала військових, у піхоти з'явилася нова керована по дротах протитанкова ракета BGM-71 TOW, яку пізніше встановили на машини, наприклад, на M2 Bradley, мала краще бронепробиття і мобільність. На зміну пришли колісні машини, наприклад, M1128 Mobile Gun System яка є мобільною платформою для 105 мм гармати, вона легша за ОБТ, хоча і важка за гусеничний «Шерідан» і не пристосована для десантування і не вміє плавати.

## Розробка
У перші повоєнні роки на роль легкого танку для армії США було запропоновано M41 Walker Bulldog. Служба M41 була короткою; маючи вагу у 25 він був важким, щоб стати справжнім легким танком, а також мав не велику дальність. Були плани побудувати легший танк під ту ж саму гармату, в результаті було випробовано два танки T71 та T92. Пізніше було замовлено два прототипи 19 тонного T92. Проте коли прототипи вийшли на випробування, з'явилася інформація про новій радянський танк ПТ-76. ПТ-76 був легким плаваючим танком (ПТ — плаваючий танк), тому американські військові висунули умову, що танк повинен плавати. T92 був на етапі прототипу і його було важко перепрофілювати, тому конструкція нової системи розпочалася з XM551.
Танк було розраховано на встановлення гармати зі сталевою баштою та алюмінієвим корпусом. Корпус міг витримати вогонь бронебійних куль калібру 12,7 мм, він легко пробивався протитанковими гранатами, які могли знищити танк у разі влучання у безгільзові снаряди головного калібру. Як і бронетранспортер M113, танк був уразливий для мін.
Плавати танк міг завдяки екранам плавучості, які були схожі на ті, що використовували за часів Другої Світової війни на танках DD. Передня броня була вкрита дерев'яною дошкою «surfboard», яка складалася з трьох шарів, поєднаних один з одним. Вона відкидалася вертикально утворюючи нос схожий на нос лодки, який мав висоту на рівні башти. Інша частина екрану складалася з тканини, яка була поділена на відсіки. Спереду було зроблено віконце для водія, але на практиці виявилося, що вода заливає його і водій керував танком за вказівками командира. На M2 Bradley також було встановлено подібну систему, але її зняли при оновленні бронювання.
Під час війни у В'єтнамі сильна віддача гармати впливала на роботу електроніки, яку тільки почали переводити на твердотільні пристрої, через це на з танків зняли ракети і системи їх наведення. Ці коштовні ракети майже не використовували, хоча їх було вироблено близько 88000 штук.

## Виробництво
Виробництво було розпочато 29 липня 1966, а танк було прийнято на озброєння у 1967 у 1-му батальйоні, 63-го бронетанкового полку у Форті Райлі. У період з 1966 по 2 листопада 1970 року було побудовано 1662 M551. Загальна вартість програми M551 склала 1,3 млрд дол. США. У гармати M81 виявилися проблеми з розтріскуванням у області затвора, які з'являлися після декількох пострілів, пізніше ця проблема виявилася у «ключі», по якому рухалася ракета під час пострілу. Пізніше було представлено модифіковану гармату M81E1, де паз став меншим, що допомогло вирішити проблему. Також гармата мала велику віддачу для ваги машини. Деякі танки було оснащено гарматою 76 мм, але їх не було прийнято на службу.

## Служба

### В'єтнамська війна

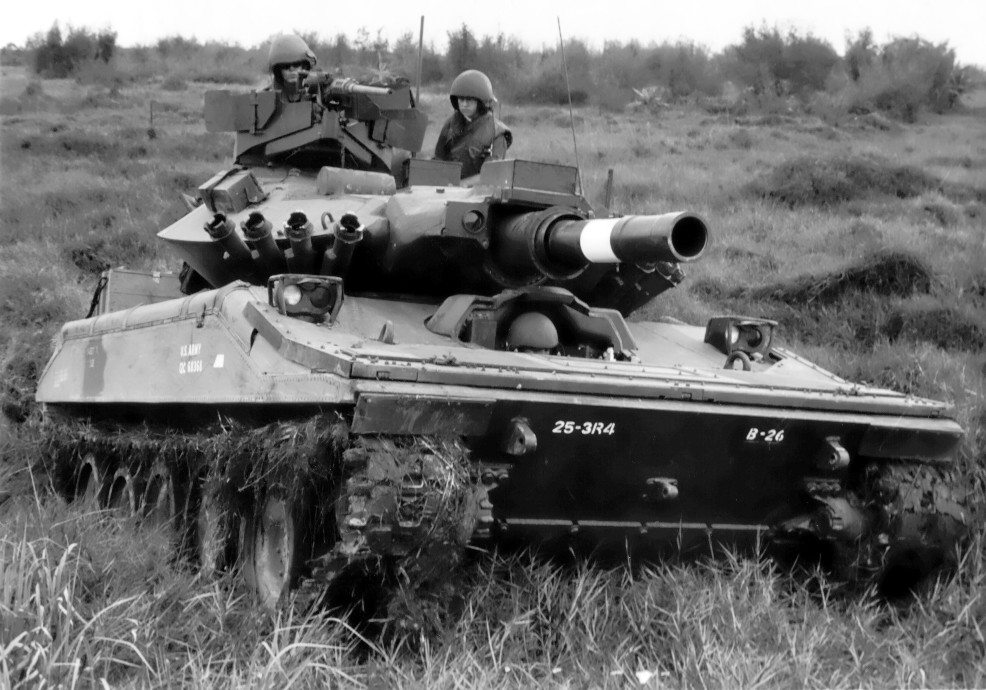
M551 Sheridan і команда з 3-го ескадрону, 4-го кавалерійського у В'єтнамі (помітно додатковий пояс броні)

Військове керівництво у Вашингтоні з 1966 року рекомендувало генералу Весморленду використовувати танки «Шерідан» у В'єтнамі. Проте через відсутність боєкомплектів до гармат головного калібру він називав танки кулеметами вартістю $300,000 У 1968 році, нарешті, надійшли снаряди калібру 152 мм. Проте під час формування кавалерійських полків на базі танків М551 генералом Крейтоном Абрамсом виявилося, що танки з алюмінієвим корпусом дуже уразливі для мін і протитанкових ракет, а також мають гіршу прохідність у джунглях ніж середні танки М48А3.
Наприкінці 1968 року генерал Абрамс зустрівся з полковником Джорджем С. Паттоном IV, який був командиром підрозділу 11-го бронекавалерійського полку. Коли генерал Абрамс згадав про нові танки для кавалерії, Паттон запропонував випробувати «Шерідани» у бою.

### Австралійські випробування
Протягом 1967 та 1968 років австралійські збройні сили замовили два танки Шерідан для проведення випробувань чи зможуть ці легкі танки задовольнити потреби Королівського Бронетанкового корпусу. Основні випробування проходили у тропічній зоні Іністфол на півночі Квінсленду у період з січня по червень 1968. У січні 1969 міністр армії проголосив, що Австралія не буде замовляти Шерідани, тому що вони не задовольняють потребам армії. Головним недоліком стала гільза яка згорає. Два танки було повернуто до американської армії у 1969, а потреби армії Австралії задовольнили встановлення башти з бронеавтомобіля Alvis Saladin на БТР M113 .

## Конструкція

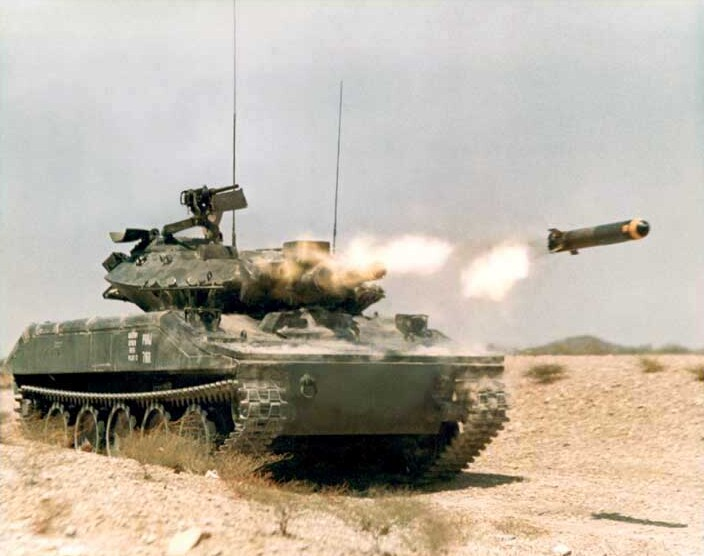
Постріл ракетою MGM-51 Shillelagh з танку Шерідан

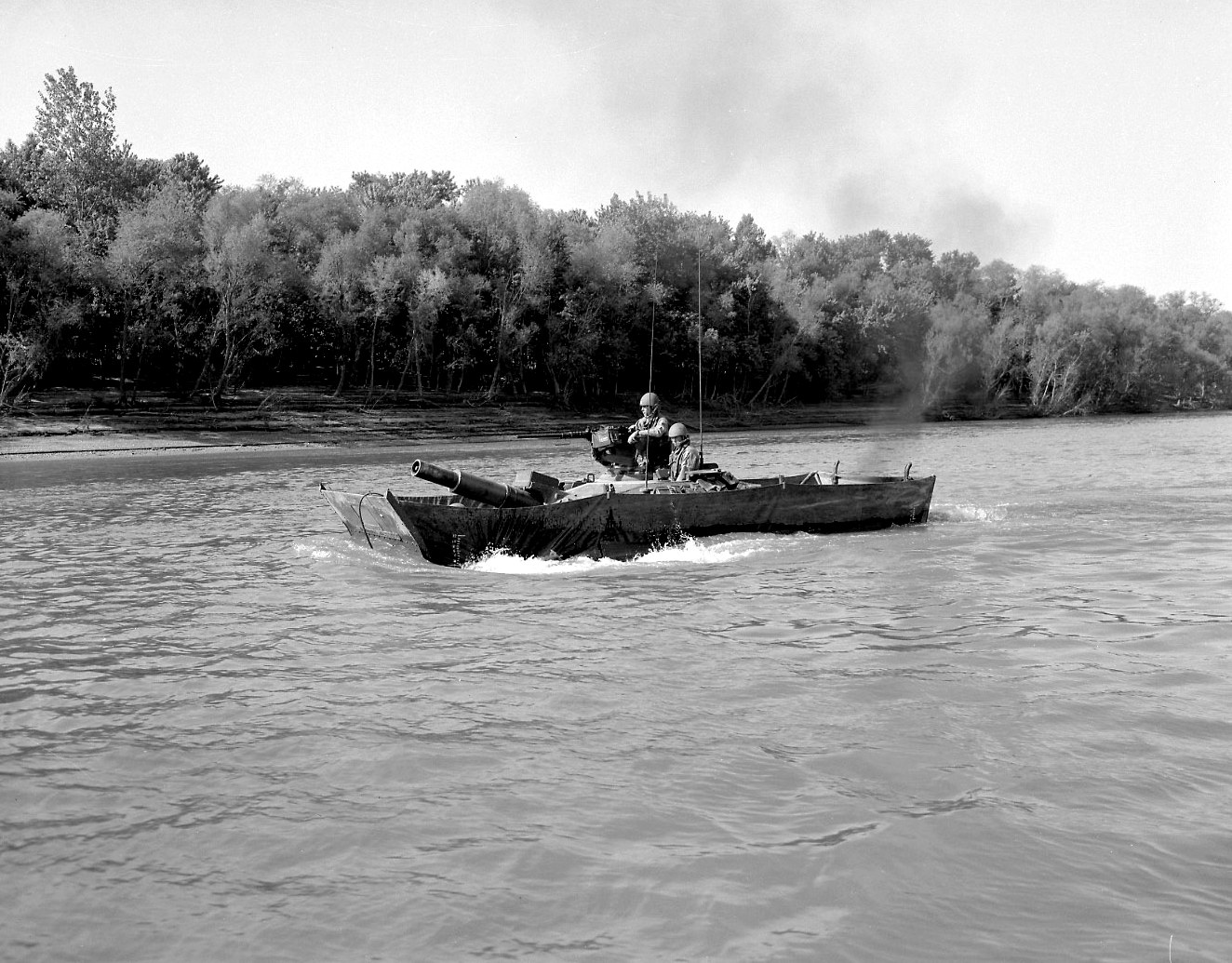
XM-551 Pilot #12 у Форті Нокс, середина 60-х

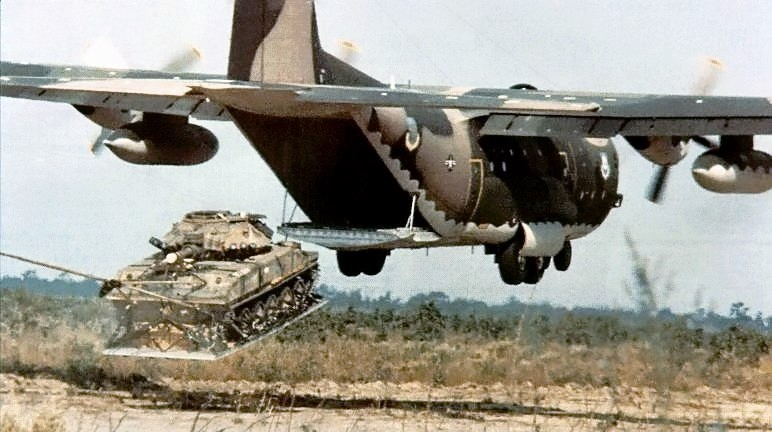
Десантування М551 з C-130.

### Корпус
Машина виконана за традиційною компонувальною схемою з розміщенням основного озброєння в тримісній башті, а моторно-трансмісійної установки в кормі корпусу. Водій розташовується посередині відділення управління, що займає всю носову частину корпусу. Кришка люка водія у відкритому положенні зсувається назад, при русі по-похідному він піднімає сидіння і веде машину, висунувшись з люка. У кришці люка встановлені три перископічних прилади М47 з пристроями склоочищення. Центральний перископ може замінюватися пасивним нічним приладом. Праворуч від гармати знаходяться робочі місця командира танка і навідника (останній сидить попереду і нижче командира), а зліва — заряджаючого. Круговий огляд командирові забезпечують 10 склоблоків, розміщених в командирській башточці. Перископічний прилад М37, встановлений в передній частині кришки люка заряджаючого, може повертатися на 360 градусів. Характерною особливістю танка, що обумовила компонування бойового відділення, є використання комбінованого озброєння — гармати низької балістики великого калібру, через ствол якої може запускатися протитанкова ракета. Боєукладки розраховані на розміщення як керованих ракет, так і звичайних боєприпасів з гільзою яка частково згоряє. На кормі башти є велика металева корзина для перевезення спорядження. На бортах задньої частини башти закріплені коробки з патронами для кулемета — 9 коробок зліва і 6 коробок справа. По периметру корпусу розміщено пристосування екранного типу, яке складається, для подолання водних перешкод. На його приведення в робоче положення (підйом і фіксацію) потрібно близько 5 хв. Стандартним обладнанням танка є: обігрівач населеного відділення, витяжний вентилятор в даху башти, дизельна піч.

### Озброєння
Основним озброєнням танка є 152-мм гармата-пускова установка М81, розроблена з метою поєднати переваги керованих ракет (висока точність стрільби на великі дальності) і звичайних артилерійських снарядів (універсальність, менші витрати часу на ураження цілей на малих і середніх дальностях, відносна дешевизна). Така комбінація, на відміну від використовуваних на основних танках гармат високої балістики із запуском через їхній ствол ПТКР, може бути виконана в невеликих розмірах і масі, що дозволяє використовувати її на легкій плаваючій машині. Для стрільби використовуються ракети «Шілейла» (Shillelagh) MGM51A і звичайні артилерійські боєприпаси. Загальний боєкомплект гармати-ПУ 30 пострілів. Співвідношення між ПТКР і звичайними пострілами жорстко не нормовано. Зазвичай в танку розміщується 8-10 ракет. Керована по ІЧ-променю ракета була розроблена в 1959 р, її виробництво почалося в 1964 р Крім танків «Шерідан», вона використовувалася на так званих танках посилення М60А2, в порівняно невеликій кількості (540 од.).
Стрільба ведеться в напівавтоматичному режимі — завдання навідника полягає в утриманні прицільної марки на цілі під час польоту ракети від пуску до ураження. У боєкомплект звичайних снарядів входять кумулятивно-фугасний трасуючий багатоцільовий, димовий (на основі білого фосфору), з готовими вражаючими елементами і навчальний. Гільзи які частково згоряють виготовлені з нітроцелюлози. Гільза складається з піддону і корпусу. Останній пов'язаний зі снарядом за допомогою епоксидної смоли і алюмінієвого запірного кільця. З гарматою-ПУ спарений 7,62-мм кулемет М73 з боєкомплектом 3080 патронів. Установка М81 стабілізована у двох площинах наведення. Приводи наведення електричні з ручним дублюванням. Прицільний вогонь можуть вести і навідник, і командир танка. Кути наведення складають по вертикалі від -8 до +19,5 градусів, по горизонталі 360 градусів. Швидкість обертання башти в режимі стабілізації 48 градусів/с. У передній частині командирської башточки розміщений 12,7-мм кулемет, з якого можна вести вогонь по повітряних і наземних цілях, оскільки кути його наведення у вертикальній площині складають від -15 до +70 градусів. На частині танків М551 встановлювалися спеціальні броньові щитки для захисту командира при стрільбі по повітряних цілях. Боєкомплект кулемета 1000 патронів. Для пошуку цілей і стрільби навідник використовує телескопічний приціл Ml29 з 8-кратним збільшенням і полем зору 8 градусів, у нічний час ІЧ-приціл М44. У командира був портативний прилад нічного бачення з 4-кратним збільшенням. У 1989—1990 роках була проведена модернізація танків М551, в ході якої наводчику був встановлений тепловізійний приціл TTS основного танка М60АЗ, а нічний приціл командира являє собою приставку до нього. Це потребувало серйозних доопрацювань башти, включаючи зміну даху, боєукладки, ручних приводів наведення башти, азимутального покажчика і т. д. У систему управління вогнем входить також балістичний обчислювач, що використовується при стрільбі і ПТКР, і артпострілів. У 1971 р на танки М551 в передній частині командирської башточки був встановлений лазерний далекомір AN / VVG-1 фірми «Хьюз», що містить рубіновий лазер, оптичну і електронну системи. Танк отримав індекс М551А1. Добре навчений екіпаж може вести вогонь артилерійськими пострілами з темпом 4 постріли/хв, ПТКР — 2 пуски/хв.

### Броня
Захищеність танка перебуває на рівні, характерному для легких танків кінця 1960 років. Корпус зварений з алюмінієвого сплаву, башта зварена з сталевої броні. Вони забезпечують круговий захист від куль калібру 7,62 мм і осколків снарядів. Фронтальна проєкція захищена від 20-мм снарядів автоматичних гармат. У танку є фільтро-вентиляційна установка, що подає очищене від хімічних отруйних речовин і радіоактивного пилу повітря в маски всіх членів екіпажу.

### Рушій
Для виконання пред'явлених вимог по рухливості на танку застосовані добре відпрацьовані і перевірені практикою комплектуючі вироби. Це V-подібний 6-циліндровий дизель компанії «Детройт Дизель» 6V-53T рідинного охолодження з турбонаддувом, що розвиває при частоті обертання колінчастого вала 2800 об/хв потужність 220 кВт (300 к.с.). Трансмісія XGT-250, що має 4 передачі переднього і 2 передачі заднього ходу і складається з комплексної гідродинамічної передачі з блокувальним фрикціоном, планетарних коробки передач, механізмів повороту (ПМП) і бортових редукторів. Планетарні механізми повороту спільно з реверс-редуктором забезпечують три режими роботи при повороті. У передній частині МТВ розміщений алюмінієвий радіатор системи охолодження. Використовувана ППС не має системи оповіщення, вона може включатися водієм або зовні танка. Підвіска танка індивідуальна торсіонна, на 1-х та 5-х вузлах підвіски використовуються гідравлічні амортизатори. На кожному борту танка встановлено по 5 двосхилих гумованих котки великого діаметра. Підтримуючих котків немає. Напрямні колеса зі звичайними (черв'ячна пара) механізмами натягу гусениць розташовані попереду, тягові колеса ззаду. Гусениці мілкозвінчаті з литими сталевими траками, знімними асфальтоходними подушками і відкритими шарнірами послідовного типу. Нова гусениця містить 102 трака.

## Варіанти
- XM551/M551 — Базова модель M551, виробництво розпочато у 1967. XM551 невелика передсерійна партія випущена у 1965.
  - «Two Box» M551 — Модель без ракет і пускової системи (залишили джерело живлення і датчик швидкості. Були потрібні для стабілізації башти). Порожнє місце заповнили двома цинками з набоями, один з набоями 7,62×51 мм НАТО, а інший -12,7×99 мм Нато (.50 BMG), а сховище для ракет було перероблено під снаряди.
- M551A1 — Покращений M551 з AN/VVG-1 лазерним далекоміром.
  - M551A1 TTS — встановлено тепловізор AN/VSG-2B схожи з прицілом на ОБТ M60A3. Пізніше став стандартним для всіх M551A1.
- M551 NTC — National Training Center (Форт Ірвін). За допомогою корпусів M551, у NTC створили багато макетів танків схожих на радянські танки або танки країн Варшавського договору. Вони також відомі як 'vismods', скорочення від VISually MODified. З тих пір вони вилучені на користь перероблених M113 та M1 Abrams.

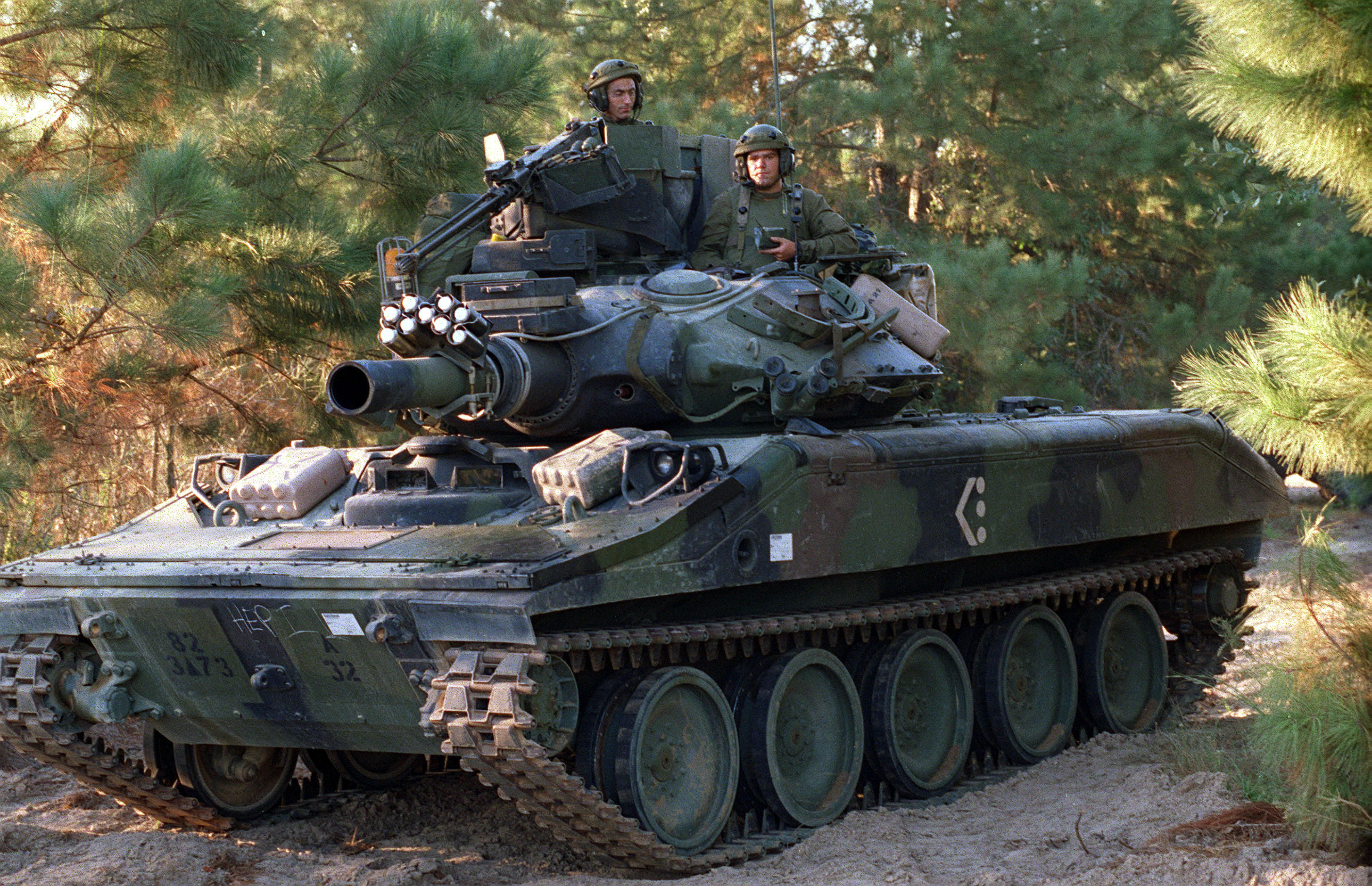
Екіпаж танку з 82ої повітряної дивізії, відпочиває на M551A1 Sheridan під час навчань у Форті Полк